# Budnikhurd, Ramdurg
Budnikhurd là một làng thuộc tehsil Ramdurg, huyện Belgaum, bang Karnataka, Ấn Độ.